# Olaf Skötkonung
Olaf Skötkonung, també conegut com a Olaf Eriksson (990 - 1021 o 1022). Rei de Suècia pertanyent a la casa de Munsö. Fill d'Èric el Victoriós i de Sígrid l'Altiva. El que es coneix d'Olaf prové de les sagues islandeses de Snorri Sturluson, les cròniques d'Adam de Bremen i la Llegenda de Sigfrid. Va ser un rei cristià que va iniciar l'evangelització del seu país. Segons l'historiador Curt Weibull, va ser el primer rei a proclamar-se "rex Sveorum Gothorumque" ('rei dels suecs i dels gautes').

## Biografia
A l'inici del seu regnat, Olaf es va al·liar amb el rei de Dinamarca, Svend I de Dinamarca, i això els va ajudar a derrotar el rei noruec Olaf I de Noruega cap a l'any 1000. Després de la victoria, els danesos i els suecs es van repartir el territori noruec. Olof va rebre les àrees de Bohuslän i Sør-Trøndelag, territoris que acabaria perdent en conflictes bèl·lics.
A la localitat de Sigtuna, Olof va manar elaborar monedes amb motius cristians. Algun historiador ha entès que d'aquí ve el mot de Skötkonung, que significa 'el rei tresorer'. Això no obstant, Skattkonung es podria traduir més bé com 'rei de l'impost' (Skatt significa 'impost' en suec). En qualsevol cas, la historiografia actual sueca rebutja la idea que aquest sobrenom es derivi d'una suposada recaptació d'impostos per la seva part, idea que s'havia mantingut en el passat, i s'estima més una altra opció, que el rei fou anomenat Skötkonung perquè va haver de pagar alguna mena d'impost o tribut al rei de Dinamarca. No obstant això, altres teories suggereixen que el seu sobrenom és, més aviat, una variant dialectal de Götkonung ('rei dels Götar, el poble que habitava Götaland). La versió de Gwyn Jones es limita a afirmar que el seu apel·latiu el va rebre per les seves nombroses activitats vikingues a l'exterior.
Segons la Llegenda de Sigfrid, Olaf fou batejat a Husaby, l'any 1008, pel missioner anglès sant Sigfrid. Encara que això no ha pogut ser corroborat, se sap que Olaf fou el rei que va iniciar la cristianització de Suècia. Durant el seu regnat es va crear el primer bisbat, a la localitat de Skara, l'any 1014.
Segons Adam de Bremen, la cristianització que va emprendre Olaf va generar descontentament entre els suecs pagans, que el varen destronar i en el seu lloc van posar el seu fill Anund Jacob (que també era cristià). Per la seva part, Snorri Sturluson explica que Olaf fou derrocat a conseqüència de la llarga i costosa guerra que havia iniciat contra Noruega, la qual cosa va produir, entre d'altres, que els suecs perdessin l'autoritat sobre les terres amb què comerciaven a la costa oriental de la mar Bàltica. Olaf només va regnar sobre Vastergötland durant els seus últims anys de vida.
Va morir durant l'hivern de l'any 1021 o 1022. No se sap ben bé on va ser sepultat, però es creu que va ser a Skara o Linköping.

## Família
Olaf es va casar amb Estrid, que era filla d'un príncep dels Obotrites. També va tenir una amant anomenada Edla.

### Fills amb Estrid
- Anund Jacob. Rei de Suècia.
- Ingegerd Olofsdotter de Suècia. Princesa de Kiev, casada amb Iaroslau I de Kiev.

### Fills amb Edla
- Astrid Olofsdotter de Suècia. Reina consort de Noruega, casada amb Olaf II el Sant.
- Edmund el Vell. Rei de Suècia.